# Vryheidsfront Plus
Vryheidsfront Plus (VF+, ang. Freedom Front Plus, FF+) (pol. Front Wolności Plus) – południowoafrykańska partia polityczna mająca na celu ochronę interesów mieszkających w RPA Afrykanerów.

## Geneza i wyniki wyborcze
Partia została powołana do życia 1 marca 1994 przez prawicowo zorientowanych polityków pod przewodnictwem generała Constanda Viljoena. 4 marca dokonano jej rejestracji w Niezależnej Komisji Wyborczej celem uczestnictwa w pierwszych wolnych wyborach do Zgromadzenia Narodowego RPA. 27 kwietnia 1994 na partię zagłosowało 424,5 tys. obywateli, co dało 2,2% i przełożyło się na 9 mandatów w parlamencie. Pięć lat później partia poniosła klęskę zdobywając jedynie 0,8% poparcia (127,2 tys. głosów) i trzy miejsca w Zgromadzeniu. 
W 2001 z kierowania ugrupowaniem zrezygnował Constand Viljoen, jego obowiązki przejął Pieter Mulder. Pod przewodnictwem nowego lidera podpisano w 2003 porozumienie z mniejszymi ugrupowaniami prawicowymi (m.in. Partią Konserwatywną oraz Ruchem Jedności Afrykanerów) i powołano do życia organizację Vryheidsfront Plus (Freedom Front Plus), która wystartowała w kwietniowych wyborach do Zgromadzenia Narodowego w 2004. Porozumienie nie przyniosło większych rezultatów – sojusz uzyskał 0,89% głosów (139,5 tys.), co przełożyło się na 4 mandaty. W wyborach w 2009 uzyskała ok. 0,83% głosów, w wyborach w 2014 - 0,90% (4 mandaty).

## Ideologia
Partia związana jest blisko z afrykanerskimi osadnikami w Oranii, którzy dążą do powołania odrębnego afrykanerskiego państwa niezależnego od RPA. Ugrupowanie sprzeciwia się dyskryminacji potomków burskich osadników w życiu społecznym, gospodarczym i politycznym (krytykując m.in. tzw. akcję afirmatywną). 
Swoją ideologię Vryheidfront określa odwołując się do kilku filarów. Podstawowym celem działania organizacji jest ochrona interesów Afrykanerów. Partia głosi przywiązanie do wartości chrześcijańskich w ich ortodoksyjnie kalwińskiej wersji, opowiada się za ochroną kultury afrykanerskiej oraz języka afrikaans. Jest zwolenniczką decentralizacji władzy w RPA, przyznania samorządom większych uprawnień aż do możliwości oderwania się od centrali i budowy własnego państwa. Ugrupowanie opowiada się za przestrzeganiem prawa, zwalczaniem przestępczości, walką z narkotykami oraz przywróceniem kary śmierci. Partia pozostaje w zdecydowanej opozycji wobec rządów ANC, określając się jako „więcej niż tylko opozycja” (méér as net opposisie). Pomimo tego jej lider przyjął w maju 2009 propozycję objęcia teki wiceministra rolnictwa w rządzie Jacoba Zumy.

## Reprezentacja
Oprócz parlamentu ogólnokrajowego w Kapsztadzie partia reprezentowana jest w lokalnych legislaturach. W wyborach samorządowych z 2006 zdobyła 1% głosów (252,3 tys.), co przełożyło się na mandaty w miejscowościach zdominowanych przez Afrykanerów.

## Afiliacje międzynarodowe
Na IX Kongresie Generalnym Organizacji Niereprezentowanych Narodów i Ludów (Unrepresented Nations and Peoples Organization, UNPO), jaki odbył się w Brukseli w dniach 16-17 maja 2008, został jednomyślnie zaakceptowany wniosek o włączenie Vryheidsfront w skład organizacji.